# Alan King
Alan King (født 26. december 1927 - død 9. maj 2004) var en amerikansk komiker og skuespiller. Han var måske bedst kendt for sin rolle som Andy Stone i Martin Scorseses gangsterfilm Casino fra (1995).